# 马尔钦·巴什琴斯基
马尔钦·巴什琴斯基 （Marcin Baszczyński，1977年6月7日－）， 波蘭足球運動員。

## 外部連結
- （波兰語）马尔钦·巴什琴斯基 （页面存档备份，存于） (90minut.pl)